# Hoffmannia robusta
Hoffmannia robusta là một loài thực vật có hoa trong họ Thiến thảo. Loài này được J.Wagner mô tả khoa học đầu tiên năm 1907.